# Sey (arrondissement)
Pour les articles homonymes, voir Sey.
Sey est l'un des dix arrondissements de la commune de Toffo dans le département de l'Atlantique au Bénin,.

## Géographie

### Localisation
Sey est situé au Sud-Ouest de la commune de Toffo. Il est limité au Nord par Colli-Agbamè, au Sud et à l'Est par la commune d'Allada puis à l'Ouest par Djanglanmè.

### Administration
Sur les 76 villages et quartiers de ville que compte la commune de Toffo, l'arrondissement de Sey groupe 08 villages que sont: 
1. Agahounkpokon
2. Agonmè
3. Ahlankpa
4. Avissa
5. Ayahonou
6. Azonsa
7. Kpozounmè
8. Lanhonnou

## Histoire
L'arrondissement de Sey est une subdivision administrative béninoise. Dans le cadre de la décentralisation au Bénin, Il devient officiellement un arrondissement de la commune de Toffo le 27 mai 2013 après la délibération et adoption par l'Assemblée nationale du Bénin en sa séance du 15 février 2013 de la loi N° 2013-O5 du 15/02/2013 portant création, organisation, attributions et fonctionnement des unités administratives locales en République du Bénin

## Démographie
Selon le recensement de la population de 2013 conduit par l'Institut national de la statistique et de l'analyse économique (INSAE), Sey compte 1215 ménages avec 5 689 habitants,.
| Indicateur           | 2013 |
| -------------------- | ---- |
| Nombre de ménages    | 1215 |
| Population masculine | 2796 |
| Population féminine  | 2893 |
| Population totale    | 5689 |

La population est composée de plusieurs ethnies dont les Aizo, Fon sont majoritaires.

## Économie
La population vit de son activité agricole, d'élevage, de chasse, d'artisanat, d'exploitation de bois de feu, de la transformation et de la commercialisation des produits. Le secteur agricole produit plusieurs denrées telles que le maïs, tomate, manioc, niébé, sorgho et la banane. Il y a également la culture de l'ananas et du palmier à huile.